# Char de Poix
Char de Poix (с фран. Танк де Пуа) — проект танка, разработанного фронтовым офицером Шарлем де Пуа. Танк имел необычайно современный для тех времён вид. Закругленная и наклонная броня, две башни с полным вращением, вооружением в одну 37-мм короткоствольную пушку в первой башне, пулемет во второй башне, силовая установка в центре.